# 南卡羅萊納州第一國會選區
南卡羅萊納州第一國會選區是美国南卡罗来纳州的國會選區之一，當前眾議員為共和黨的南希·梅斯。